# 스탠 로저스
스탠 로저스(Stan Rogers, 1949년 11월 29일 ~ 1983년 6월 2일)는 캐나다의 싱어송라이터 겸 기타리스트이다.

## 생애

### 데뷔
1970년 캐나다에서 가수 첫 데뷔를 하였다.

### 사망
1982년 6월 2일, 미국 켄터키 히브런에서 항공기 사고로 사망하였다.

## 히트작
주요 히트곡으로는 자작곡 《The first Noel》 등이 있다.